# Coupe de France 1928/29
Der Wettbewerb um die Coupe de France in der Saison 1928/29 war die zwölfte Ausspielung des französischen Fußballpokals für Männermannschaften.
Für diese Veranstaltung meldeten 380 Vereine. Titelverteidiger Red Star Paris wurde nach seiner Partie in der ersten landesweiten Runde aus dem Wettbewerb ausgeschlossen, weil der Klub seinen uruguayischen Verteidiger Orestes Diaz trotz fehlender Spielberechtigung eingesetzt hatte. Sieger des diesjährigen Pokals wurde Sports Olympiques Montpelliérains. Für SO Montpellier war es der erste Gewinn der Trophäe; er bezwang in einem rein südfranzösischen Endspiel den FC Sète, der nach 1923 und 1924 zum dritten Mal ein Finale erreicht hatte – und es zum dritten Mal verlor.
Eine Pokalkommission setzte für Zweiunddreißigstel- und Sechzehntelfinale sämtliche Begegnungen fest, wobei Fragen der Reisedistanzen im großflächigen Frankreich ebenso eine Rolle spielten wie die Qualität der an den jeweiligen Orten vorhandenen Spielstätten und der Infrastruktur. Dabei wurde auch das Heimrecht festgelegt. Ab dem Achtelfinale wurden die Paarungen frei ausgelost, die Partien fanden ab dem Sechzehntelfinale auf neutralem Platz statt. Endete eine Begegnung nach Verlängerung unentschieden, kam es zu einem oder mehreren Wiederholungsspielen. Von der Heimrechtsregelung gab es allerdings Ausnahmen, deren Begründung derzeit nicht zu ermitteln ist.

## Zweiunddreißigstelfinale
Spiele am 6., Wiederholungsmatch am 13. Januar 1929
| - US Annemasse – SO Montpellier 2:5 - SSR Petite Rosselle – Racing Roubaix 0:3 - CS Jean Bouin Angers – Stade Mont-de-Marsan 2:0 - CA Enghien-Ermont – AC Amiens 1:4 - US Belfort – Olympique Alès 1:0 - FC Salin Giraud – SC La Bastidienne Bordeaux 1:4 - Stade Bordeaux UC – OGC Nizza 7:2 - AS Cannes – Gallia Club Grasse 7:0 - Red Star AC Paris – AS Cherbourg-Stella 4:0 (a) - AS Strasbourg – SC Reims 2:0 - SO de l’Est – US Saint-Servan 2:1 - FC Sète – US Persan-Beaumont 5:1 - Stade Raphaëlois – ES Juvisy 4:0 - FC Saint-Louis 1911 – AS Valentigney 2:0 - RC Arras – US Quevilly 1:0 - Stade Roubaix – Stade Le Havre 1:0 | - CD Español Bordeaux – SC Nîmes 0:1 - UR Dunkerque-Malo – US Suisse Paris 2:1 - Le Havre AC – AF La Garenne-Colombes 3:0 - Olympique Lille – CO Billancourt 3:1 - CA Metz – FC Dieppe 2:0 - FC Bischwiller 07 – US Boulogne 1:3 - FC Rouen – Iris Club Lillois 2:1 - US Vésinet – FC Mulhouse 1893 1:4 - CASG Paris – US Tourcoing 2:2 n. V., 1:4 - Stade Quimper – CA Paris 0:6 - Club Français Paris – AC Arles 3:0 - Racing Club de France – Drapeau Fougères 1:0 - AS Audincourt – Stade Français Paris 1:6 - US Véloce Vannes – Stade Rennes 2:3 - Excelsior AC Roubaix – Racing Strasbourg 1:0 - US Cazères – Olympique Marseille 2:4 |

## Sechzehntelfinale
Spiele am 20. und 27. Januar, Wiederholungsmatches am 27. Januar und 3. Februar 1929
| - SO Montpellier – SO de l’Est 5:2 - AC Amiens – Le Havre AC 3:1 (b) - US Belfort – CA Metz 4:2 - SC La Bastidienne Bordeaux – FC Saint-Louis 1911 2:0 - Stade Bordeaux UC – RC Arras 1:1 n. V., 0:0 n. V., 1:2 - AS Cannes – FC Rouen 2:0 - AS Cherbourg-Stella – Stade Rennes 1:2 n. V. - FC Sète – Racing Roubaix 1:0 | - Stade Raphaëlois – CS Jean Bouin Angers 2:0 - SC Nîmes – Club Français Paris 0:1 - UR Dunkerque-Malo – Excelsior AC Roubaix 3:2 - Olympique Lille – Racing Club de France 5:2 - US Boulogne – AS Strasbourg 5:3 - FC Mulhouse 1893 – US Tourcoing 5:2 - CA Paris – Stade Roubaix 5:3 - Stade Français Paris – Olympique Marseille 4:1 |

## Achtelfinale
Spiele am 3. Februar 1929 (das Datum des später ausgetragenen Spiels in Cannes ist nicht bekannt); Wiederholungsmatch am 3. März 1929
| - SO Montpellier – FC Mulhouse 1893 4:3 - Stade Rennes – US Belfort 3:1 - Stade Raphaëlois – Stade Français Paris 2:1 - Club Français Paris – FC Sète 1:1 n. V., 0:1 | - UR Dunkerque-Malo – SC La Bastidienne Bordeaux 2:1 n. V. - US Boulogne – AC Amiens 1:0 - CA Paris – Olympique Lille 1:0 - AS Cannes – RC Arras 3:0 |

## Viertelfinale
Spiele am 16./17. März 1929
| - SO Montpellier – Stade Rennes 5:0 - Stade Raphaëlois – CA Paris 1:0 | - FC Sète – AS Cannes 7:1 - UR Dunkerque-Malo – US Boulogne 1:0 |

## Halbfinale
Spiele am 7. April 1929
| - SO Montpellier – Stade Raphaëlois 1:0 | - FC Sète – UR Dunkerque-Malo 2:1 |

## Finale
Spiel am 5. Mai 1929 im Stade Olympique Yves-du-Manoir von Colombes vor 25.000 Zuschauern
- SO Montpellier – FC Sète 2:0 (1:0)

### Mannschaftsaufstellungen
Auswechslungen waren damals nicht möglich; die meisten französischen Vereine hatten in dieser Zeit noch keine fest angestellten Trainer.
SO Montpellier: André Guillard – Maurice Olivet, Roger Rolhion – André Bousquet, René Dedieu, Louis Mistral – Edmond Kramer, Jacques Temple , Auguste Kramer, Georges Kramer, Branislav Sekulić
FC Sète: Laurent Henric – André Chardar, Edward Skiller – Émile Féjean, William Barrett , David Harrison – Marcel Galey, Jacques Dormoy, Louis Cazal, Ivan Bek, Désiré Boutet
Schiedsrichter: Edmond Gérardin (Paris)

### Tore
1:0 A. Kramer (40.)

2:0 E. Kramer (89.)

### Besondere Vorkommnisse
Während jugoslawische „Studentenfußballer“, für die das Languedoc schon seit Anfang der 1920er Jahre ein wichtiges Migrationsziel darstellte, auf beiden Seiten spielten (Sekulić, Bek), setzte Montpellier auf eine „Schweizer Blockbildung“ – die drei Kramer-Brüder hatten einige Jahre früher noch für Sète gespielt –; Sète hingegen vertraute mit Skiller, Barrett und Harrison drei Engländern. Dabei gab es im französischen Fußball bis 1932 noch keinen Professionalismus; die Befürworter des reinen Amateurgedankens waren im Landesverband noch in der Mehrheit. Dabei war es ein offenes Geheimnis, dass in zahlreichen Klubs eine Bezahlung von Spielern „unter der Hand“ – in Frankreich damals wie heute als „amateurisme marron“ („trickreicher Amateurismus“) bezeichnet – praktiziert wurde (mehr zu diesem Thema siehe hier).
Für Edmond Gérardin war es nach 1920 und 1922 bereits das dritte Endspiel unter seiner Leitung. Diese Marke wurde erst 1945 von einem anderen Schiedsrichter (Georges Capdeville) eingestellt und sogar erst 55 Jahre später (von Michel Vautrot) überboten.